# EF Education-Nippo/2021
Deze pagina geeft een overzicht van de UCI World Tour wielerploeg EF Education-Nippo in 2021.

## Algemeen
Algemeen manager: Jonathan Vaughters
Teammanager: Charles Wegelius
Ploegleiders: Matti Breschel, Juan Manuel Gárate, Andreas Klier, Tom Southam en Ken Vanmarcke
Fietsen: Cannondale

## Renners
| Naam                  | Geboortedatum | Nationaliteit       | Ploeg 2020                               |
| --------------------- | ------------- | ------------------- | ---------------------------------------- |
| Daniel Arroyave Cañas | 19-06-2000    | Colombia            | Team Novak                               |
| William Barta         | 04-01-1996    | Verenigde Staten    | CCC Team                                 |
| Fumiyuki Beppu        | 10-04-1983    | Japan               | NIPPO DELKO One Provence                 |
| Julius van den Berg   | 23-10-1996    | Nederland           |                                          |
| Alberto Bettiol       | 29-10-1993    | Italië              |                                          |
| Stefan Bissegger      | 13-09-1998    | Zwitserland         |                                          |
| Jonathan Caicedo      | 28-04-1993    | Ecuador             |                                          |
| Diego Andres Camargo  | 03-05-1998    | Colombia            | Colombia Tierra de Atletas–GW Bicicletas |
| Simon Carr            | 29-08-1998    | Verenigd Koninkrijk | NIPPO DELKO One Provence                 |
| Hugh Carthy           | 09-07-1994    | Verenigd Koninkrijk |                                          |
| Magnus Cort           | 16-01-1993    | Denemarken          |                                          |
| Lawson Craddock       | 20-02-1992    | Verenigde Staten    |                                          |
| Mitchell Docker       | 02-10-1986    | Australië           |                                          |
| Julien El Fares       | 01-06-1985    | Frankrijk           | NIPPO DELKO One Provence                 |
| Tejay van Garderen *  | 12-08-1988    | Verenigde Staten    |                                          |
| Ruben Guerreiro       | 06-07-1994    | Portugal            |                                          |
| Sergio Higuita        | 01-08-1997    | Colombia            |                                          |
| Moreno Hofland        | 31-08-1991    | Nederland           |                                          |
| Alex Howes            | 01-01-1988    | Verenigde Staten    |                                          |
| Jens Keukeleire       | 23-11-1988    | België              |                                          |
| Sebastian Langeveld   | 17-01-1985    | Nederland           |                                          |
| Lachlan Morton        | 02-01-1992    | Australië           |                                          |
| Hideto Nakane         | 02-05-1990    | Japan               | NIPPO DELKO One Provence                 |
| Logan Owen            | 25-03-1995    | Verenigde Staten    |                                          |
| Neilson Powless       | 03-09-1996    | Verenigde Staten    |                                          |
| Jonas Rutsch          | 24-01-1998    | Duitsland           |                                          |
| Thomas Scully         | 14-01-1990    | Nieuw-Zeeland       |                                          |
| Rigoberto Urán        | 26-01-1987    | Colombia            |                                          |
| Michael Valgren       | 07-02-1992    | Denemarken          | NTT Pro Cycling                          |
| James Whelan          | 11-07-1996    | Australië           |                                          |

* Gestopt per 21 juni 2021

### Vertrokken
| Naam                 | Geboortedatum | Nationaliteit    | Ploeg 2021                       |
| -------------------- | ------------- | ---------------- | -------------------------------- |
| Sean Bennett         | 31-03-1996    | Verenigde Staten | Team Qhubeka-ASSOS               |
| Simon Clarke         | 18-07-1986    | Australië        | Team Qhubeka-ASSOS               |
| Kristoffer Halvorsen | 13-04-1996    | Noorwegen        | Uno-X Norwegian Development Team |
| Tanel Kangert        | 11-03-1987    | Estland          | Team BikeExchange                |
| Daniel Martínez      | 25-04-1996    | Colombia         | INEOS Grenadiers                 |
| Sep Vanmarcke        | 27-07-1988    | België           | Israel Start-Up Nation           |
| Luis Villalobos      | 26-06-1998    | Mexico           | onbekend                         |
| Michael Woods        | 12-10-1986    | Canada           | Israel Start-Up Nation           |

## Overwinningen
| Nationale kampioenschappen wielrennen Verenigde Staten - tijdrit: Lawson Craddock Parijs-Nice 3e etappe: Stefan Bissegger 8e etappe: Magnus Cort Ronde van Italië 18e etappe: Alberto Bettiol Ronde van Zwitserland 4e etappe: Stefan Bissegger 7e etappe: Rigoberto Urán Sprintklassement: Stefan Bissegger | Route d'Occitanie 4e etappe: Magnus Cort Jongerenklassement: Simon Carr Ronde van Zwitserland Puntenklassement: Stefan Bissegger Clásica San Sebastián Neilson Powless Ronde van Burgos 5e etappe: Hugh Carthy Ronde van Polen 8e etappe: Julius van den Berg | Ronde van Spanje 6e etappe: Magnus Cort 12e etappe: Magnus Cort 19e etappe: Magnus Cort Prijs voor de Strijdlust: Magnus Cort Benelux Tour 2e etappe: Stefan Bissegger Ronde van Toscane Michael Valgren Coppa Sabatini Michael Valgren |

Mannen: 2005 · 2006 · 2007 · 2008 · 2009 · 2010 · 2011 · 2012 · 2013 · 2014 · 2015 · 2016 · 2017 · 2018 · 2019 · 2020 · 2021 · 2022 · 2023 · 2024 · 2025
Vrouwen: 2024 · 2025
AG2R-Citroën · Astana-Premier Tech · Bahrain-Victorious · BORA-hansgrohe · Cofidis, Solutions Crédits · Deceuninck–Quick-Step · EF Education-Nippo · Groupama-FDJ · INEOS Grenadiers · Intermarché-Wanty-Gobert Matériaux · Israel Start-Up Nation · Lotto Soudal · Movistar Team · Team BikeExchange · Team DSM · Team Jumbo-Visma · Team Qhubeka NextHash · Trek-Segafredo · UAE Team Emirates